# Râul Valea Mare, Olt (Dopca)
Râul Valea Mare este un curs de apă, afluent al râului Olt. Se formează la confluența brațelor Valea Iadului și Valea Runcului.

Barajul Dopca este situat pe râul Valea Mare.